# Municipio de Juniata (condado de Bedford)
El municipio de Juniata (en inglés: Juniata Township) es un municipio ubicado en el condado de Bedford en el estado estadounidense de Pensilvania. En el año 2000 tenía una población de 1.016 habitantes y una densidad poblacional de 8.3 personas por km².

## Geografía
El municipio de Juniata se encuentra ubicado en las coordenadas 39°59′40″N 78°42′07″O / 39.99444, -78.70194.

## Demografía
Según la Oficina del Censo en 2000 los ingresos medios por hogar en la localidad eran de $34,081 y los ingresos medios por familia eran $35,952. Los hombres tenían unos ingresos medios de $30,737 frente a los $20,156 para las mujeres. La renta per cápita para la localidad era de $13,990. Alrededor del 14,9% de la población estaban por debajo del umbral de pobreza.